# Mimosa Jallow
Mimosa Jallow, född 17 juni 1994, är en finländsk simmare.

## Karriär
Jallow tävlade för Finland vid olympiska sommarspelen 2016 i Rio de Janeiro, där hon blev utslagen i försöksheatet på 100 meter ryggsim. Jallow var även med i Finlands lag som blev utslaget i försöksheatet på 4 x 100 meter medley.
Vid OS i Tokyo 2021 blev Jallow utslagen i försöksheatet på 100 meter ryggsim efter att ha slutat på totalt 17:e plats med tiden 1.00,06.